# Укротители велосипедов
«Укротители велосипедов» (эст. Jalgrattataltsutajad) — советская лирическая комедия режиссёра Юлия Куна, поставленная на киностудии «Таллинфильм» в 1963 году.

## Сюжет
Двое выпускников разных ВУЗов, обладатели новеньких дипломов, после окончания учёбы приезжают по распределению на место работы, учитель Роберт Алас — в школу, а ветеринар Лео Валик — в зоопарк. Дом для молодых специалистов будет сдан в эксплуатацию только в следующем году, поэтому Роберт на первое время нашёл приют в кабинете директора школы, а Лео устроился по соседству со львами, одного из которых успешно лечит.
Их первой знакомой становится Рита Лаур, изобретатель-энтузиаст, придумавшая новую модель велосипеда. Роберт, неплохой велогонщик, победитель многих гонок в родном Тарту, заинтересовался изобретением Риты. За девушкой ухаживает чемпион республики Карл Глейзер, и между молодыми людьми возникает неизбежное соперничество.
Для участия в гонке «Таллин—Рига» команда велозавода выставила обоих спортсменов. На новый велосипед Риты желающих не нашлось, и свою помощь ей предлагает Лео. Рита уверена, что он тоже — велосипедист, тогда как на самом деле Валик — мастер спорта по шахматам.
В гонке вне конкурса должен выступить Георг Сибуль, ветеран велоспорта, но под его именем на старт вышел Лео. Для Риты это была единственная возможность опробовать в деле своё изобретение. Севший впервые за руль несколько дней назад талантливый новичок продемонстрировал чудеса мастерской езды и по итогам первого дня соревнований вышел в лидеры.
Во время отдыха в лагере спортсменов появляется разъярённый Сибуль, желая отомстить самозванцу. Лео, пытаясь скрыться от преследователя, в поисках укрытия попадает на свиноферму, где помогает молодому зоотехнику Инге при опоросе породистой свиноматки.
На следующее утро Рите приходится, переодевшись в майку под номером 23, самой продолжить гонку. На одном из поворотов оба лидера (Роберт и Карл) попадают в завал. Рита, подумав, отдаёт свой велосипед Карлу и остаётся наедине с Робертом, получившим в награду сердце девушки.

## В ролях

Кадр из фильма

- Людмила Гурченко — Рита Лаур, изобретатель
- Олег Борисов — Лео Валик, молодой ветеринар
- Эдуард Павулс — Роберт Алас, молодой учитель (озвучивает Алексей Сафонов)
- Рейно Арен — Карл Глейзер, чемпион (озвучивает Виктор Файнлейб)
- Сергей Мартинсон — Георг Сибуль, старый велогонщик
- Рина Зелёная — Аста Сибуль, жена Георга
- Алексей Смирнов — директор велозавода (озвучивает Владимир Балашов)
- Хуго Лаур — вахтёр Август (озвучивает Иван Рыжов)
- Эльвира Лоссман — зоотехник свинофермы Инга (озвучивает Мария Виноградова)
- Эйнари Коппель — комендант зоопарка (озвучивает Юрий Саранцев)
- Олга Круминя — директор школы (в титрах Крумина)
- Олег Сапожнин — судья велогонки (озвучивает Артем Карапетян)
- Григорий Шпигель — в роли автора
- Александр Бениаминов — в роли режиссёра (озвучивает Вадим Захарченко)

Нет в титрах
- Владлен Паулус — велогонщик
- Улдис Пуцитис — милиционер

## Съёмочная группа
- Авторы сценария: Юрий Озеров, Николай Эрдман, Юлий Кун
- Режиссёр-постановщик — Юлий Кун
- Художник-постановщик — Халья Клаар
- Главный оператор — Эдгар Штырцкобер
- Композитор — Модест Табачников
- Звукооператор — Х. Ляянеметс
- Государственный симфонический оркестр кинематографии и Ленинградский эстрадный оркестр

Дирижёр — В. Старостин
- Режиссёр — И. Краулитис
- Оператор — Х. Роозипуу
- Художник-постановщик мультипликации — В. Рябчиков
- Комбинированные съёмки: Х. Мартинсон, Х. Рехе
- Художник-декоратор — О. Кург
- Костюмы — Ю. Майсаар
- Грим — Э. Каллик
- Монтажёры: А. Лоотус, В. Сирель
- Редактор — Г. Скульский
- Текст песен: В. Лившиц, Михаил Львовский
- Ассистенты:

режиссёра — М. Оясоон
оператора — И. Ветс, А. Добровольский
- Директоры фильма: К. Муст, Р. Фельдт

Песни исполняет Людмила Гурченко.